# No Trespassing
Pour l’article homonyme, voir No Trespassing (film, 1922).
Albums de Too $hort
Respect the Pimpin'
(2010) The Block Brochure: Welcome to the Soil 4
(2013)
Singles
1. Money on the Floor
Sortie : 7 octobre 2011

No Trespassing est le seizième album studio de Too $hort, sorti le 28 février 2012.
L'album s'est classé 17e au Top Independent Albums et 129e au Billboard 200, avec 4 600 exemplaires vendus la première semaine aux États-Unis. 

## Liste des titres
| No  | Titre | Durée |
| --- | --- | ----- |
| 1.  | What the Fuck (Produit par Erk tha Jerk et Too $hort)                                                                        | 4:33  |
| 2.  | Got Her Like (Produit par VT)                                                                                                | 4:31  |
| 3.  | Playa Fo Life (featuring 1-O.A.K., Beeda Weeda et Dom Kennedy – Produit par Rob-E)                                           | 3:29  |
| 4.  | Trying to Come Up (featuring C.O. – Produit par VT)                                                                          | 4:14  |
| 5.  | Cush Cologne (featuring Rico tha Kidd et DJ Upgrade – Produit par Rico tha Kidd et Too $hort)                                | 3:53  |
| 6.  | The Magazine (featuring Chase Hattan – Produit par Chase Hattan)                                                             | 2:58  |
| 7.  | I Got Caught (featuring Martin Luther – Produit par VT et Too $hort)                                                         | 4:28  |
| 8.  | I'm a Stop (featuring 50 Cent, Devin the Dude et Twista – Produit par DJ Klypso)                                             | 4:59  |
| 9.  | Hog Ridin' (featuring Richie Rich – Produit par Lil Jon)                                                                     | 4:18  |
| 10. | Porno Bitch (Produit par VT)                                                                                                 | 3:12  |
| 11. | Shut Up Nancy (featuring Kokane – Produit par FX)                                                                            | 4:08  |
| 12. | Boss (featuring Silk-E – Produit par Beat Roc)                                                                               | 4:22  |
| 13. | Hey (featuring Silk-E – Produit par Marc Garvey)                                                                             | 3:30  |
| 14. | Money on the Floor (featuring E-40 – Produit par C. Ballin)                                                                  | 3:55  |
| 15. | Double Header (featuring Wallpaper – Produit par Evan Bogart et Wallpaper)                                                   | 2:34  |
| 16. | Respect The Pimpin' (featuring Snoop Dogg – Produit par Elijah Baker)                                                        | 2:56  |
| 17. | Ba Boom Cha (featuring Yung Lott, DB Tha General, Rico tha Kidd, DJ Upgrade, Ginger et Prince Lefty – Produit par Exclusive) | 3:28  |